# Sabancaya
Il Sabancaya è uno stratovulcano del sud del Perù, nella catena montuosa delle Ande. Settimo più alto vulcano attivo del mondo, la sua cima è coperta da un ghiacciaio.

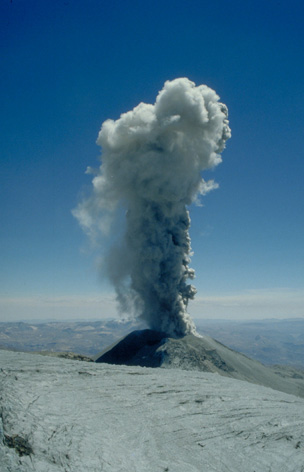
Ottobre 1994